# Нові Коварди
Нові Коварди́ (рос. Новые Коварды, башк. Яңы Ҡауарҙы) — присілок у складі Гафурійського району Башкортостану, Росія. Входить до складу Імендяшевської сільської ради.
Населення — 14 осіб (2010; 20 в 2002).
Національний склад:
- башкири — 90%